# Gruppo difesa antiaerea Veneto-Emilia
Il Gruppo difesa antiaerea Veneto-Emilia era un gruppo di volo del Servizio Aeronautico del Regio Esercito, attivo nella prima guerra mondiale.

## Storia
Il Gruppo era comandato dal capitano Umberto Venanzi che disponeva della Sezione Difesa Bologna, Sezione Difesa Rimini-Riccione e Sezione Difesa Ravenna e dall'agosto 1918 anche la 5ª Sezione Difesa dell'aeroporto di Padova.